# Kamera lens
Kamera lens ist eine Geißeltierchenart und der einzige Vertreter der Gattung Kamera. Obwohl die Art bereits seit mehreren Jahrhunderten bekannt ist, ist sie nur sehr wenig erforscht, auch ihre systematische Position ist unsicher.

## Merkmale und Lebensweise
Die Zelle ist klein (6–7 × 2,5–3 Mikrometer bei Durchschnittsexemplaren) und eiförmig, die beiden langen Geißeln setzen unterhalb der Spitze (subapikal) an. Eine Tasche oder Furche an dieser Stelle fehlt. Es ist nur ein Zellkern vorhanden. Ultrastrukturelle Merkmale sind nicht bekannt.
Kamera lens ist ein frei schwimmend lebender, heterotropher Einzeller. Er lebt als Saprobiont und lässt sich auch in Heuaufgüssen nachweisen. Dort beobachtete Kent 1880 Sporen-Häufungen der Art (siehe Bild).

## Systematik und Forschungsgeschichte
Die Erstbeschreibung der Art als Monas lens stammt bereits von Otto Friedrich Müller aus dem Jahre 1773. William Saville Kent stellte sie 1880 in die Gattung Heteromita. Edwin Klebs platzierte sie 1892 in der Gattung Bodo, dem widersprach H. M. Woodcock, trennte die Art 1916 von Kents Heteromita und stellte sie in eine eigene Gattung als Heteromastix lens. Seine unzureichende Beschreibung aktualisierten David J. Patterson und Michael Zölffel 1991, hierbei vergaben sie den im Zusammenspiel mit dem Artepitheton ungewöhnlichen Gattungsnamen Kamera. Mangels ultrastruktureller oder molekularbiologischer Daten lässt sich die Art systematisch nicht sicher platzieren und wird daher in der Regel incertae sedis zu den Eukaryoten gestellt.

## Nachweise
1. 1 2 3 4  H. M. Woodcock: Observations on Coprozoic Flagellates: Together with a Suggestion as to the Significance of the Kinetonucleus in the Binucleata, In: Philosophical Transactions of the Royal Society of London. Series B, Bd. 207, 1916, S. 395–397
2. 1 2 3  David J. Patterson, Naja Vors, Alastair G.B. Simpson, Charles O. Kelly: Residual Free-Living And Predatory Heterotrophic Flagellates In: John J. Lee, G. F. Leedale, P. Bradbury (Hrsg.): An Illustrated Guide to the Protozoa. Band 2. Allen, Lawrence 2000, ISBN 1-891276-23-9, S. 1302–1328 (englisch).
3. 1 2  William Saville Kent: A manual of the infusoria, including a description of all known flagellate, ciliate, and tentaculiferous protozoa, British and foreign and an account of the organization and affinities of the sponges, Bd. 1, 1880, S. 135–142
4. ↑  Otto Friedrich Müller: Vermivm Terrestrium Et Fluviatilium, Seu Animalium Infusoriorum, Helminthicorum Et Testaceorum, Non Marinorum, Succincta Historia, Bd. 1, Ps. 1, Leipzig 1773, S. 26